# Інтернет-пристрій

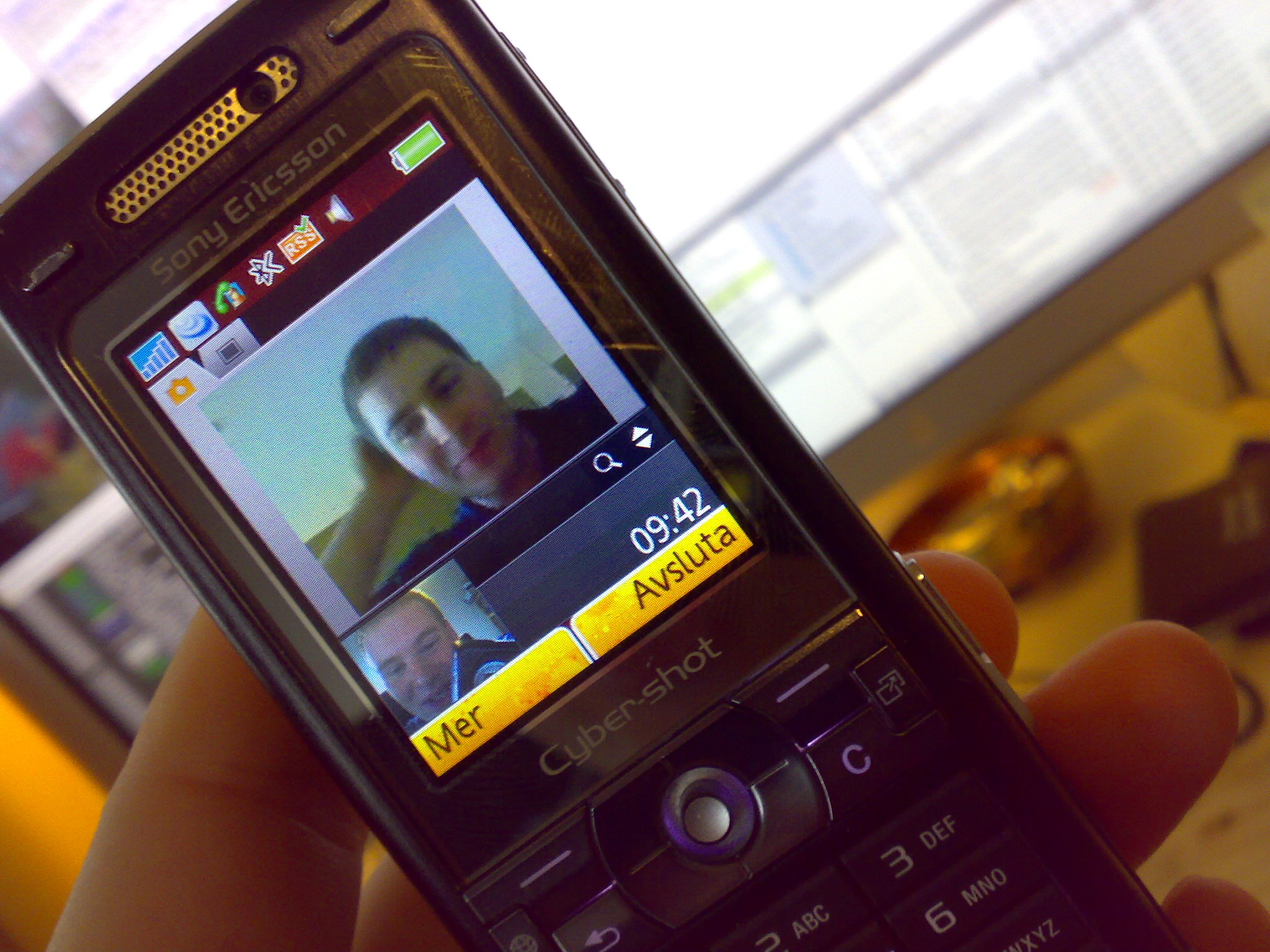
Здійснення відеодзвінка на стільниковому телефоні через мережу UMTS.

Інтернет-пристрій, вебпристрій (англ. Internet appliance) — цифровий пристрій (не обов'язково комп'ютер), що має можливість бути постійно підключеним до мережі Інтернет і використовується для взаємодії з будь-якими вебслужбами. Більшість сучасних інтернет-пристроїв надають зручний спосіб запуску вебдодатків і вебсерфінгу (перегляду вебсайтів і вебсторінок у всесвітній павутині).

## Список уже наявних інтернет-пристроїв

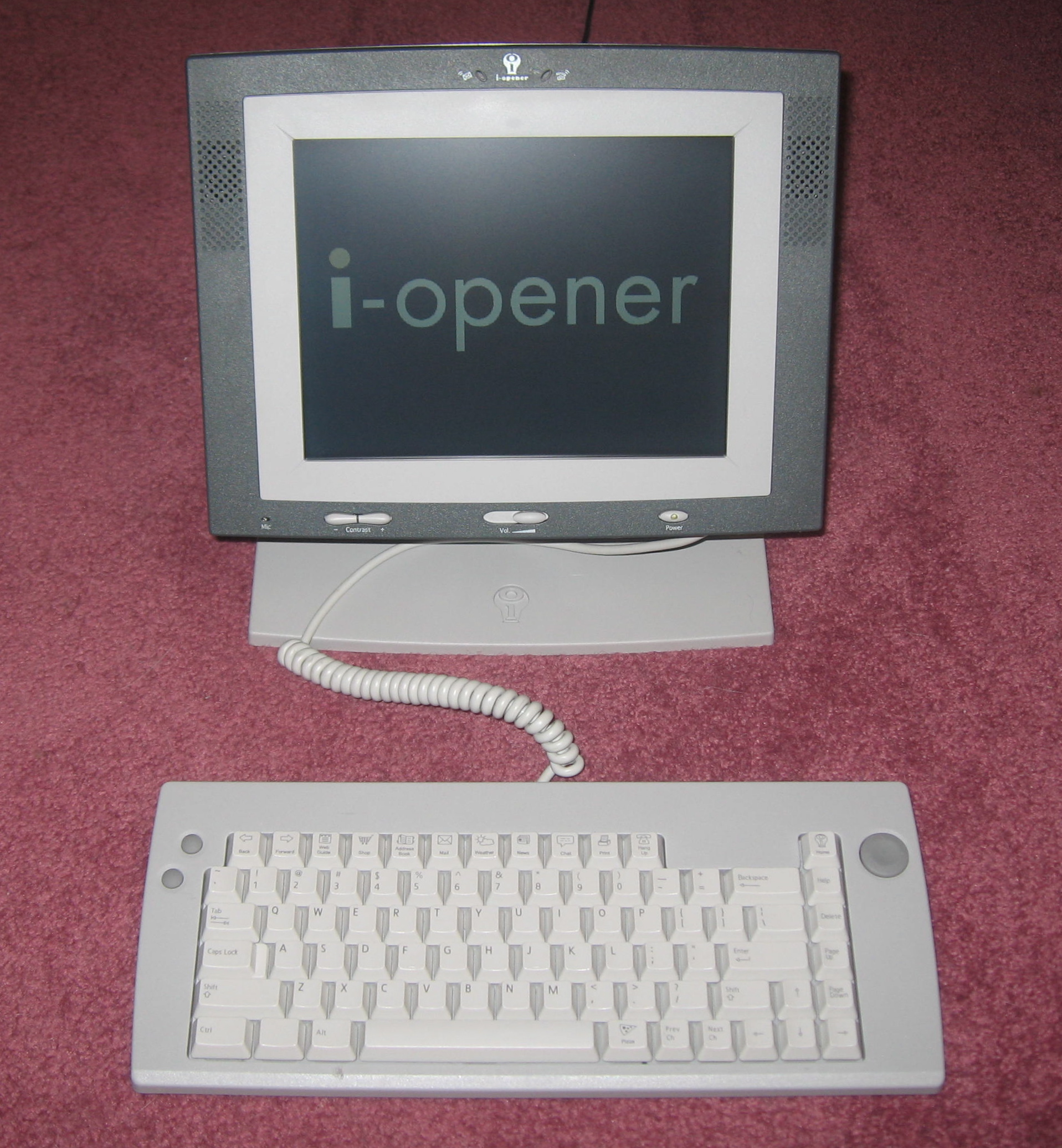
Інтернет-пристрій i-Opener.

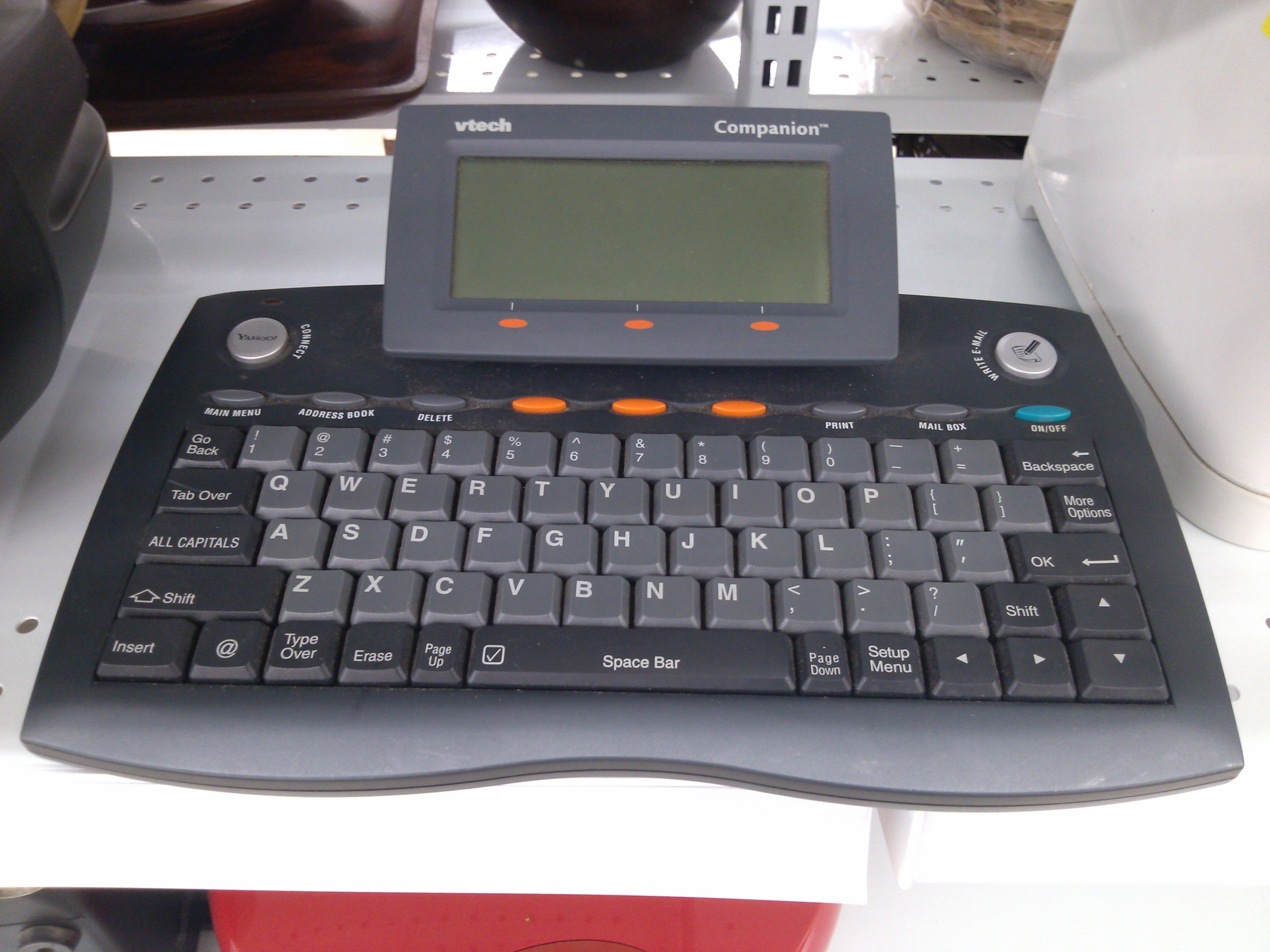
Інтернет-пристрій. Зверніть увагу на кнопку, яка зв'язує з Yahoo! webportal.

| - Смартфон - Кишеньковий комп'ютер - Планшетний комп'ютер - Смартбук - Ультрабук - Нетбук - Субноутбук - Ноутбук - Персональний комп'ютер - Велокомп'ютер - Карп'ютер | - Інтернет-холодильник - Телефон - Мобільний телефон - Інтернет-телевізор - Вебкамера - Інтернет-кондиціонер - Інтернет-принтер - Мережевий накопичувач - Сервер - Інтернет-окуляри - Гральна консоль - DVD-програвач - Blu-ray-програвач |